# AC 재팬
공익사단법인 AC 재팬(일본어: 公益社団法人 AC ジャパン 코우에키샤단호우진 에-시 쟈판[*], 영어: Advertising Council Japan, AC Japan)은 일본의 비영리 공익광고 기구이다. 공익광고를 통한 국민의 공공 의식 향상을 목적으로 하는 민간 기구이다. 본사는 도쿄도에 있으며 삿포로시, 센다이시, 나고야시, 오사카시, 히로시마시, 후쿠오카시, 나하시에 사무국을 두고 있다.
1971년 7월 7일 오사카시에서 설립된 간사이 공공광고기구(일본어: 社団法人公共広告機構 간사이 코쿄코코쿠키코[*])가 전신이다. 이 기구는 긴키 지방(간사이 지방)의 공익광고 기구로서 미국의 공익광고 기구인 광고평의회(Ad Council)를 모델로 했다.
1974년을 기해 사단법인 공공광고기구(일본어: 社団法人 公共広告機構 샤단호진 고쿄코코쿠키코[*])로 개편되면서 전국적인 공익광고 기구가 되었다. 1987년에 하트와 새를 합친 로고에서 현재의 AC 로고로 바뀌었으며, 2008년에는 공공광고기구라는 이름이 정부 기관을 연상시키는 이름이기 때문에 일본의 정부 기관이라는 오해를 받을 소지가 있어 기구의 이름을 AC 재팬(AC Japan)으로 변경하기로 결정했으며 2009년 7월 1일에 지금과 같은 이름으로 변경했다.
가장 유명한 AC 재팬의 공익광고로는 〈인사의 마법〉이 있다. 이 광고는 2010년부터 2011년 7월까지 방송되었는데, 2011년 3월 11일에는 도호쿠 지방 태평양 해역 지진으로 인하여 많은 기업들이 광고 방송을 잠시 중단하였고, 대신 AC 재팬의 공익광고가 방송되었다. 2011년 4월 1일부터 AC 재팬이 사단법인에서 공익사단법인으로 이행되면서 사단법인 AC 재팬에서 현재의 기업으로 개편되었다.
2005년과 2008년에는 대한민국의 공익광고 전담 기구이자 한국방송광고공사(현재의 한국방송광고진흥공사) 산하 기구인 공익광고협의회와 함께 "내일을 함께 생각하자"(일본어: 明日を一緒に考えよう)라는 슬로건을 내건 한일 공동 캠페인 공익광고를 제작했다. 2005년에는 부모와 자식 간의 대화를 주제로 한 공익광고를 제작했고, 2008년에는 환경 보전을 주제로 한 공익광고를 제작했다.

## 사무국
본부 및 도쿄 사무국
- 소재지: 도쿄도 주오구
- 관할 지역: 도쿄도, 이바라키현, 도치기현, 군마현, 사이타마현, 지바현, 가나가와현, 니가타현, 나가노현, 야마나시현, 시즈오카현

오사카 사무국
- 소재지: 오사카부 오사카시 니시구
- 관할 지역: 오사카부, 교토부, 시가현, 효고현, 나라현, 와카야마현

홋카이도 사무국
- 소재지: 홋카이도 삿포로시 주오구
- 관할 지역: 홋카이도 일원

도호쿠 사무국
- 소재지: 미야기현 센다이시 아오바구
- 관할 지역: 미야기현, 아오모리현, 이와테현, 아키타현, 야마가타현, 후쿠시마현

나고야 사무국
- 소재지: 아이치현 나고야시 나카구
- 관할 지역: 아이치현, 도야마현, 이시카와현, 후쿠이현, 기후현, 미에현

주시코쿠 사무국
- 소재지: 히로시마현 히로시마시 나카구
- 관할 지역: 히로시마현, 돗토리현, 시마네현, 오카야마현, 야마구치현, 도쿠시마현, 가가와현, 에히메현, 고치현

규슈 사무국
- 소재지: 후쿠오카현 후쿠오카시 주오구
- 관할 지역: 후쿠오카현, 사가현, 나가사키현, 구마모토현, 오이타현, 미야자키현, 가고시마현

오키나와 사무국
- 소재지: 오키나와현 나하시
- 관할 지역: 오키나와현 일원

## 슬로건

1987년부터 2009년까지 사용된 공공광고기구의 로고

- 사람과 사람을 잇는 배려 (1986년 ~ 2000년)
- 내일을 위해, 지금 시작하자 (2000년 ~ 2009년)
- 민간 광고 네트워크 (2010년 ~ 현재)

## 같이 보기
- 공익광고협의회 (대한민국의 공익광고 전담 기구이자 한국방송광고진흥공사 산하 기구)